# Scabrotrophon cerritensis
Scabrotrophon cerritensis is een slakkensoort uit de familie van de Muricidae. De wetenschappelijke naam van de soort is voor het eerst geldig gepubliceerd in 1903 door Arnold.